# Carlo Falcone
Carlo Falcone (* 10. März 1954 in Livorno, Italien) ist ein ehemaliger antiguanischer Regattasegler.

## Sport
Falcone nahm an den Olympischen Spielen 1992 in Barcelona teil. Im Starboot kam er zusammen mit seiner Frau Paola Vittoria auf Rang 24. Sein Sohn Shannon Falcone ist ebenfalls Segler.